# Ноатак (аеропорт)
Аеропорт Ноатак (англ. Noatak Airport), (IATA: WTK, ICAO: PAWN, FAA ідент. місц.: WTK) — державний цивільний аеропорт, розташований в 1,85 кілометрах на південний захід від району Ноатак (Аляска), США.

## Операційна діяльність
Аеропорт Ноатак розташований на висоті 27 метрів над рівнем моря і експлуатує одну злітно-посадкову смугу:
- 1/19 розмірами 1219 x 18 метрів з гравійним покриттям.

## Авіакомпанії і пункти призначення
| Авіакомпанія               | Пункт призначення    |
| -------------------------- | -------------------- |
| Bering Air                 | Ківаліна, Коцебу     |
| Frontier Flying Service    | Ківаліна, Пойтн-Хоуп |
| Hageland Aviation Services | Ківаліна, Коцебу     |